# Lisa De Vanna
Lisa Marie De Vanna (ur. 14 listopada 1984 w Perth) – australijska piłkarka, grająca na pozycji napastnika, zawodniczka Sydney FC i reprezentacji Australii.

## Kariera piłkarska

### Kariera klubowa
Wychowanka Szkół Piłkarskich AIS, SASI, Spearwood United, Cockburn United, Murdoch oraz Stirling Reds/ Northern Redbacks. W 2001 rozpoczęła karierę piłkarską w Adelaide Sensation. Po trzech latach przeniosła się do Western Waves. Latem 2006 została zaproszona do angielskiego Doncaster Rovers Belles L.F.C. W 2008 zadebiutowała w szwedzkim AIK. Po pół roku wróciła do ojczyzny, gdzie została zawodniczką Perth Glory. Potem broniła barw wielu australijskich i amerykańskich klubów piłkarskich. Oprócz tego, w 2012 rozegrała 22 mecze w szwedzkim Linköpings FC. 2 października 2017 zasiliła skład Sydney FC.

### Kariera reprezentacyjna
11 sierpnia 2014 debiutowała w narodowej kadrze Australii w meczu z Brazylią w turnieju piłki nożnej kobiet na Letnich Igrzyskach Olimpijskich 2004 w Atenach.

## Sukcesy i odznaczenia

### Sukcesy piłkarskie
Australia
- mistrz Oceanii U-20: 2002
- zdobywca Pucharu Azji: 2010
- zwycięzca olimpijskiego turnieju kwalifikacyjnego AFC: 2016
- zwycięzca Tournament of Nations: 2017
- zdobywca Cup of Nations: 2019

Brisbane Roar
- mistrz W-League Championship: 2010/11

Melbourne Victory
- mistrz W-League Championship: 2013/14

Melbourne City
- mistrz W-League Championship: 2015/16
- mistrz W-League Premiership: 2015/16

Sydney FC
- mistrz W-League Championship: 2018/19

### Sukcesy indywidualne
- Julie Dolan Medal: 2002/03
- Women’s National Soccer League Golden Boot: 2002/03
- FIFA Women’s World Cup All-Star Team: 2007, 2015
- nominacja Piłkarz Roku FIFA: 2007
- nominacja FIFA Puskás Award: 2013
- piłkarka roku FFA: 2013